# Elezione del Presidente della Camera del 2022

Risultati IV Scrutinio: Lorenzo Fontana (222); Maria Cecilia Guerra (77); Federico Cafiero De Raho (52); Matteo Richetti (22); Voti dispersi (2); Schede bianche (6); Schede nulle (11); Assenti=8.

L'elezione del Presidente della Camera dei deputati del 2022 per la XIX legislatura in Italia si è svolta il 13 e il 14 ottobre.
Il presidente uscente è Roberto Fico, mentre il presidente provvisorio è Ettore Rosato.
È stato eletto presidente della Camera dei deputati al IV scrutinio Lorenzo Fontana.

## Elezione
Le elezioni del 25 settembre 2022 hanno visto l'ottenimento della maggioranza assoluta sia alla Camera dei deputati che al Senato da parte della coalizione di centro-destra. Secondo l'accordo interno al centrodestra, l'indicazione del nome per la Presidenza della Camera spetta alla Lega.
Il 13 ottobre si svolgono il primo, il secondo e il terzo scrutinio, durante i quali quasi tutti gli esponenti delle principali forze politiche votano scheda bianca. In serata, la Lega ritira la candidatura di Riccardo Molinari, inizialmente prevista, decidendo invece di candidare Lorenzo Fontana, vicesegretario del partito e già ministro nel Governo Conte I.
La mattina del 14 ottobre, poco prima dell'inizio del quarto scrutinio, il centro-sinistra decide di votare per la candidata di bandiera Maria Cecilia Guerra, il Movimento 5 Stelle per l'ex procuratore nazionale antimafia Federico Cafiero De Raho e Azione - Italia Viva per Matteo Richetti.

## Dettaglio dell'elezione

### Preferenze per Lorenzo Fontana
| Scrutinio | Voti | Percentuale |
| --------- | ---- | ----------- |
| I         | 0    | 0%          |
| II        | 0    | 0%          |
| III       | 0    | 0%          |
| IV        | 222  | 56,6%       |

## 13 ottobre 2022

### I scrutinio
Per la nomina è richiesta la maggioranza qualificata dei due terzi dei componenti dell'Assemblea.
| Dati votazione | Dati votazione |                | Nome              | Nome | Voti |
| -------------- | -------------- | -------------- | ----------------- | ---- | ---- |
| Presenti       | 391            |                | Riccardo Molinari | 4    |      |
| Votanti        | 391            |                | Enrico Letta      | 3    |      |
| Astenuti       | 0              |                | Voti dispersi     | 6    |      |
| Maggioranza    | 267            | Schede bianche | 368               |      |      |
|                |                | Schede nulle   | 7                 |      |      |

Poiché nessun candidato raggiunge il quorum richiesto, si procede, nella stessa giornata, al II scrutinio.

### II scrutinio
Per la nomina è richiesta la maggioranza qualificata dei due terzi dei presenti.
| Dati votazione | Dati votazione |                | Nome              | Nome | Voti |
| -------------- | -------------- | -------------- | ----------------- | ---- | ---- |
| Presenti       | 388            |                | Enrico Letta      | 4    |      |
| Votanti        | 388            |                | Riccardo Molinari | 3    |      |
| Astenuti       | 0              |                | Nico Stumpo       | 3    |      |
| Maggioranza    | 259            |                | Voti dispersi     | 7    |      |
|                |                | Schede bianche | 368               |      |      |
|                |                | Schede nulle   | 7                 |      |      |

Poiché nessun candidato raggiunge il quorum richiesto, si procede, nella stessa giornata, al III scrutinio.

### III scrutinio
Per la nomina è richiesta la maggioranza qualificata dei due terzi dei presenti.
| Dati votazione | Dati votazione |                | Nome              | Nome | Voti |
| -------------- | -------------- | -------------- | ----------------- | ---- | ---- |
| Presenti       | 377            |                | Andrea Casu       | 3    |      |
| Votanti        | 377            |                | Riccardo Molinari | 2    |      |
| Astenuti       | 0              |                | Voti dispersi     | 7    |      |
| Maggioranza    | 252            | Schede bianche | 357               |      |      |
|                |                | Schede nulle   | 8                 |      |      |

Poiché nessun candidato raggiunge il quorum richiesto, si procede, nella giornata successiva, al IV scrutinio.

## 14 ottobre 2022

### IV scrutinio
Per la nomina è richiesta la maggioranza assoluta dei presenti.
| Dati votazione | Dati votazione |                | Nome                     | Nome | Voti |
| -------------- | -------------- | -------------- | ------------------------ | ---- | ---- |
| Presenti       | 392            |                | Lorenzo Fontana          | 222  |      |
| Votanti        | 392            |                | Maria Cecilia Guerra     | 77   |      |
| Astenuti       | 0              |                | Federico Cafiero De Raho | 52   |      |
| Maggioranza    | 197            |                | Matteo Richetti          | 22   |      |
|                |                |                | Voti dispersi            | 2    |      |
|                |                | Schede bianche | 6                        |      |      |
|                |                | Schede nulle   | 11                       |      |      |

Risulta eletto:  Lorenzo Fontana (Lega).
Tra le 11 schede nulle, alcune riportavano il nome del presidente della Lombardia, Attilio Fontana, non parlamentare, mentre altre indicavano solo il cognome (rendendo impossibile la distinzione tra i due deputati con il medesimo cognome, ovvero Lorenzo e Ilaria Fontana).